# Ґрунтовка

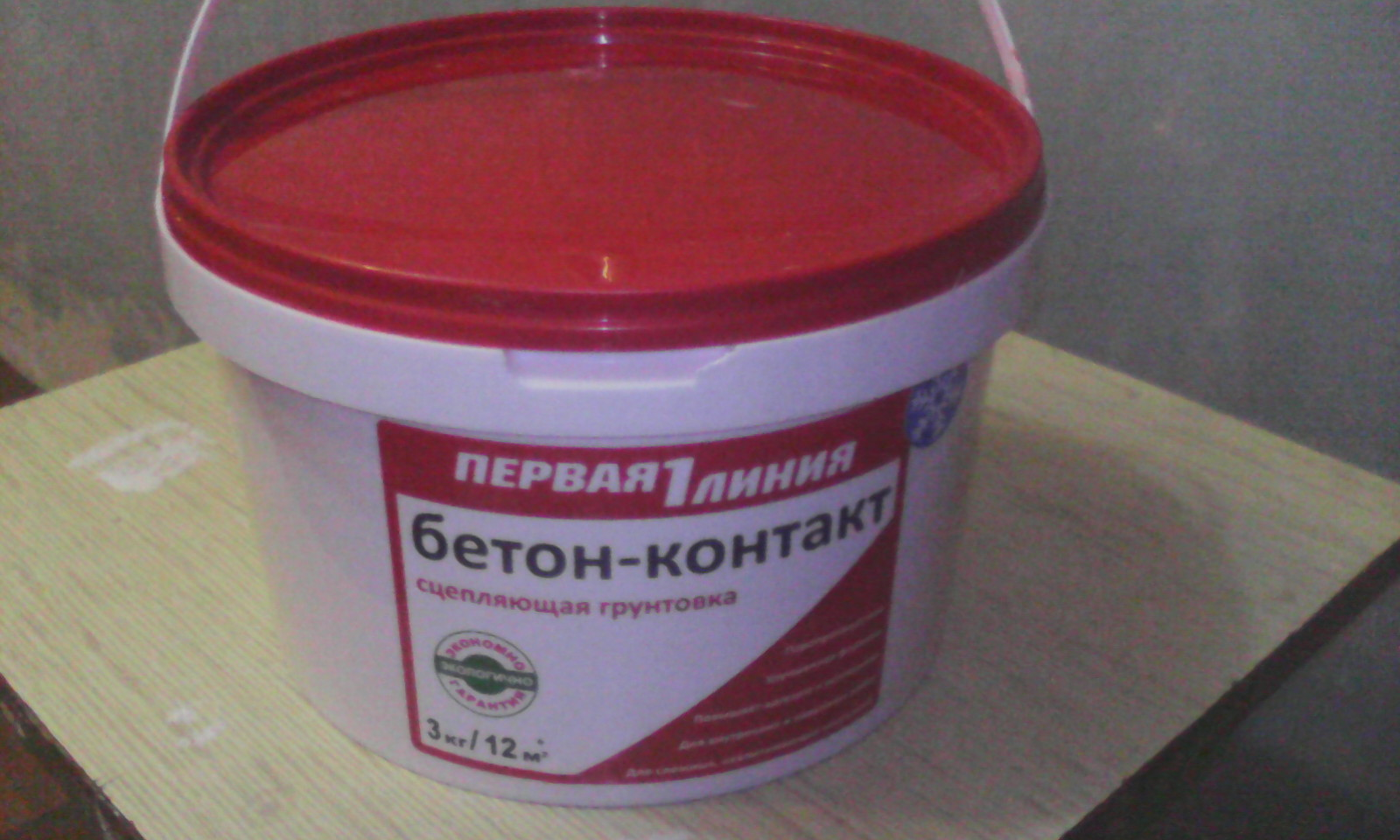
Ґрунтовка бетоноконтакт
(Залежно від виробника, так само називаються: Бетонконтакт, бетон-контакт)

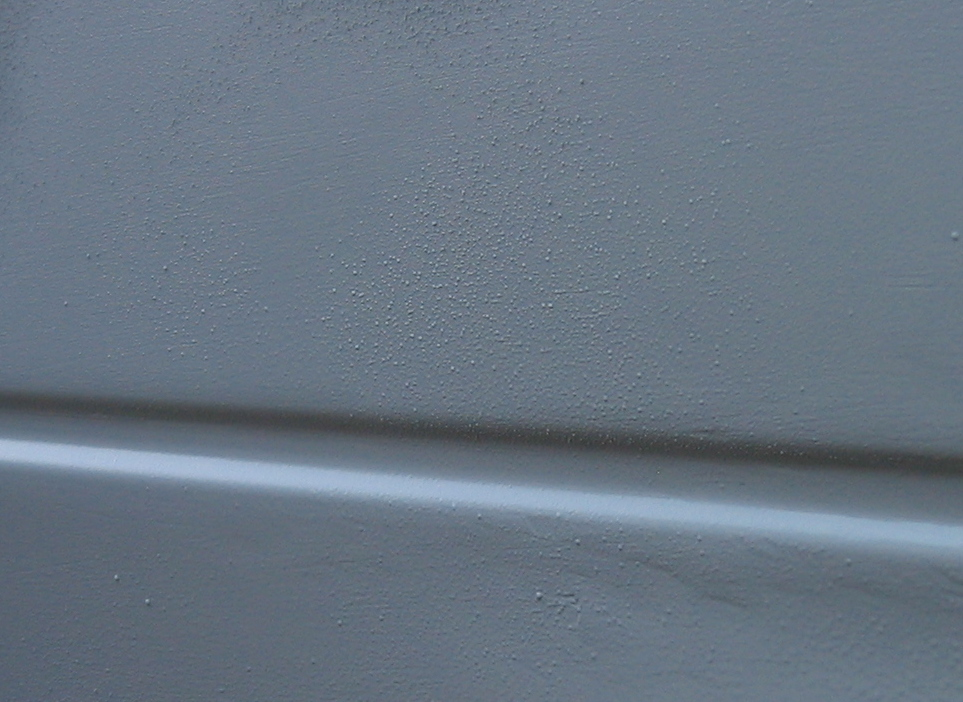
Ґрунтовка під автофарбу

Ґрунтовка, або ґрунтівка, — суміш, що наноситься першим шаром на підготовлену до фарбування або обробки поверхню для створення надійного зчеплення верхніх (покривних) шарів покриття з оброблюваної поверхні і вирівнювання її всмоктувальної здатності. Від фарбувальних складів ґрунтовки відрізняються меншим вмістом пігментів, а також наявністю спеціального компонента — основи. Ґрунтовкою називають також ґрунтування — процес нанесення цього складу.
Крім того, ґрунтовки можуть виконувати й інші функції: захищати метал від корозії, «виявляти» текстуру дерева, перекривати пори та інші дефекти поверхні що фарбується, а також забезпечувати адгезійне зчеплення в системах антикорозійного захисту металу, дерева та бетону (див. наливна підлога).
Ґрунтовки готують на основі природних або синтетичних, рідких або твердих плівкотвірних речовин — оліф, алкідних смол, сечовин-формальдегідних смол, епоксидних смол та ін.; тверді плівкотвірні матеріали застосовують у вигляді концентрованих розчинів або дисперсій в органічних розчинниках або у воді. Багато ґрунтовок містять у своєму складі пігменти (залізний або свинцевий сурик, цинковий крон), а іноді і наповнювачі (тальк, слюда, крейда). На поверхню ґрунтовку наносять шпателем,  пензлем, розпиленням і іншими способами.
Товщина плівки складу ґрунтовки 10-100 мкм (0,01-0,1 мм). Висушену заґрунтовану поверхню покривають фарбою або лаком, наносять тиньк, шпаклівку, приклеюють шпалери, кахель, заливають стяжкою.
Розрізняють різні види за призначенням, наприклад:
- Бетоноконтакт — адгезійний ґрунт з акриловою зв'язкою. Містить як наповнювач кварцовий пісок, цемент та інші наповнювачі і розрахований для поліпшення зчеплення тиньку, шпаклівок, кахлю (клею) з гладкою малопоглинальною поверхнею (бетон, стара фарба, кахель)[3];
- Проникливі ґрунтовки — призначені для закріплення основи (пухкий тиньк), зниження вологопоглинання основи (цегла, штукатурка, бетон), підвищення адгезії наступних шарів оздоблювальних будівельних матеріалів до основи (тиньк, шпаклівки, шпалерного клею, фарби).